# 三道河子镇
三道河子镇，是中华人民共和国新疆维吾尔自治区塔城地区沙湾市原下辖的一个乡镇级行政单位，于2023年撤销。

## 历史
在清乾隆二十年（1755年）平定准噶尔反乱后对北疆设县图治，开始有了住户，慢慢形成一座村落，成为兵、商、民、旅在乌兰乌苏驿和安集海驿之间行路、歇脚、小憩的地方，因它所处的地点是金沟河散流区的第三条河边上，故名“三道河子”。在沙湾建县之前，三道河子地属绥来县西乡，称三道河子庄。沙湾建县后，设立三道河子乡，隶属沙湾县三道河子区。1954年，三道河子乡属沙湾县第三区（三道河子区改为第三区）。1956年，沙湾县县人民政府迁于此地，不久后三道河子乡改为三道河子镇。1958年，三道河子镇撤销建制，并入城镇人民公社（后改为红旗人民公社）。1965年4月21日，三道河子镇从城镇公社析出，同年8月中旬正式办公。1970年，三道河子镇人民政府改为三道河子镇革命委员会。1981年，三道河子镇革命委员会改为三道河子镇人民政府。
2023年5月6日，经自治区人民政府批复，沙湾市撤销三道河子镇，分别设立桃园街道、团结街道、书香街道、凯旋街道。

## 地理
三道河子镇位于沙湾市境中部，北疆铁路横亘城南，乌伊公路穿城而过，东距乌鲁木齐市185公里，是自治区首府通往伊、塔，阿等边境地区的交通孔道。三道河子镇东边与金沟河乡相邻，北边与大泉乡相邻，西边与三道河子林场相邻，南依前山丘陵和金沟河老河道。三道河子镇区略呈正方形，南北宽和东西长基本相等，南北最宽处为2.6公里，东西最长处为2.7公里，总面积为7.02平方公里。三道河子镇因地处准噶尔盆地南缘，属内陆气候，受金沟河影响，气候比较干燥，年平均气温6.9℃，最冷月（1月）平均气温-21.1℃，最热月（7月）平均气温25.6℃。年降水量为186.1毫米，蒸发量为2176.4毫米，全年无霜期179天，风向以西南风为主，兼有西风出现，风力一般在3～4级左右，扬尘量较大。
2016年，三道河子镇辖区有人口2.4万户共6.6万人，有汉族、哈萨克族、维吾尔族、回族等24个民族组成。辖区有行政、企事业单位176个，耕地面积160公顷，蔬菜大棚46座4.6公顷，蔬菜总面积8公顷。

## 行政区划
撤销前，三道河子镇下辖以下社区：天山路社区、凯旋路社区、塔城路社区、人民路社区、沙城路社区、光明路社区、广场路社区、少年路社区、体育场路社区、奎屯路社区、乌鲁木齐西路社区、伊宁路社区、乌鲁木齐东路社区、老沙湾路社区。